# وودیرادی (ناحیه ریخنوف ناد کنیژنوو)
وودیرادی (به چکی: Voděrady) یک منطقهٔ مسکونی در جمهوری چک است که در ناحیه ریخنوف ناد کنیژنوو واقع شده‌است.